# 杨玉辉
杨玉辉（1927年—），男，台湾台南人，中华人民共和国政治人物，台湾民主自治同盟福建省委原副主委，中华全国台湾同胞联谊会原副会长，第七、八届全国人大代表。